# Ferme Arnaud
La ferme Arnaud est une ferme située en France sur la commune de Cayres, dans la région Auvergne-Rhône-Alpes.

## Localisation
La ferme est située dans le département français de la Haute-Loire, sur la commune de Cayres, dans l'ancienne région administrative d'Auvergne.

## Historique
La ferme, érigée au cours du XVIIe siècle, a préservé ses agencements d'origine. Représentative de l'architecture rurale caractéristique de cette région des plateaux sud-ouest du Velay, elle est construite en pierre volcanique.

## Description
L'édifice suit le plan simple d'une maison rectangulaire avec un vaste bâtiment servant à la fois de grange et d'étable, positionné en retrait du côté nord de la cour. L'accès à la grange se fait par un escalier, et au-dessus de la porte de l'étable au rez-de-chaussée, un fenil a été ajouté, en saillie par rapport à la façade. Il est soutenu par une voûte en berceau qui forme un passage menant à l'étable. Deux portes latérales s'ouvrent également dans le passage, offrant l'accès d'un côté à la maison et de l'autre à une soue aménagée sous l'escalier menant à la grange. Au rez-de-chaussée de la maison, une première pièce voûtée d'arêtes est présente, tandis qu'à l'arrière, une pièce avec cheminée conduit à une petite chambre secrète qui servit de cachette pendant la Révolution.

## Protection
La ferme est inscrite au titre des monuments historiques par arrêté du 10 septembre 1990.